# Ernst Roedelius

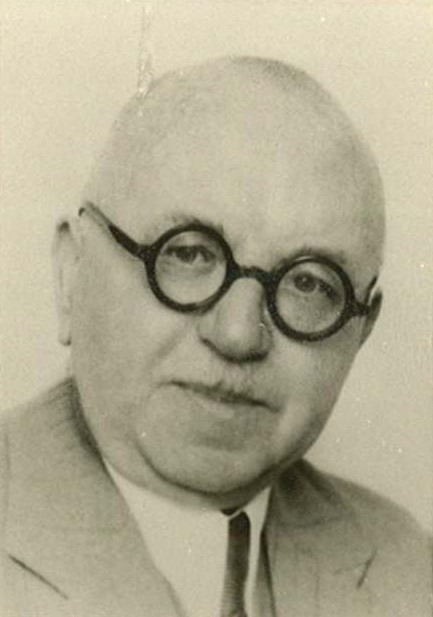
Ernst Roedelius, um 1930

Ernst Roedelius (* 3. August 1882 in Hamburg; † 1. November 1971 ebenda) war ein deutscher Chirurg und Urologe in Hamburg.

## Leben
Roedelius studierte an der Georg-August-Universität Göttingen und der Ludwig-Maximilians-Universität München Medizin. In Göttingen wurde er Mitglied des Corps Hercynia. Seine Promotion erfolgte 1908 in Göttingen. 1920 habilitierte er sich an der Universität Hamburg bei Hermann Kümmell. 1923 wurde er am Universitätsklinikum Hamburg-Eppendorf zum a.o. Professor ernannt. Er leitete dort die II. Chirurgische Abteilung, die 1925 in das AK Eilbek verlegt wurde. In seinen Publikationen widmete er sich vor allem der Urologie. Im November 1933 unterzeichnete er das Bekenntnis der deutschen Professoren zu Adolf Hitler. Roedelius trat zum 15. Dezember 1937 der SS bei (SS-Nummer 332.151) und wurde zum 30. Januar 1942 zum SS-Obersturmführer befördert. Die Vereinigung Nordwestdeutscher Chirurgen ernannte ihn zum Ehrenmitglied.

## Schriften
- Die Nierenfunktionsprüfungen im Dienst der Chirurgie, 1923, Neudruck 2013, ISBN 978-3642903076.
- Die Harnblutung, 1947.
- Zur Geschichte der Vereinigung Nordwestdeutscher Chirurgen. Tatsachen, Erinnerungen und Erlebnisse. Boehringer 1967.